# Be-MINE
Be-MINE is de gerenoveerde koolmijnsite in Beringen-Mijn in België waarbij de oude mijngebouwen gerestaureerd worden en recreatieve functies krijgen en er ook nieuwe gebouwen opgetrokken worden. Eerder heette het project Mijn-Wereld.
Naast het Mijnmuseum zijn er onder andere ook een zwembad, een indoor klimcentrum en winkels gevestigd.
De verbouwingen werden in 2009 goedgekeurd door de Vlaamse overheid en lopen nog tot 2020. In 2018 was er in totaal voor meer dan 80 miljoen euro geïnvesteerd en tot toen toe zijn er ook meer dan 300 jobs gecreëerd. In totaal worden 32 hectaren industriële grond en 100.000 m² aan gebouwen herontwikkeld, waaronder het kolenwasserijen- en het badzalencomplex. Het is de grootste industriële erfgoedsite van Vlaanderen en is ook zeer uniek in Europa.
Het terrein samen met haar infrastructuur is sinds 1994 een beschermd monument.

## Situering
De mijnsite is gelegen in de derde grootste stad van Limburg en aan de voet van twee terrils, waarvan één functioneert als de Avonturenberg van het project. Het was de meest westelijke kolenmijn van de provincie. Het terrein is bereikbaar via de Koolmijnlaan en de Stationsstraat.

## Geschiedenis
Op de koolmijnsite van Beringen ligt de steenkoolmijn die vanaf 1907 werd uitgebaat door de Société anonyme Charbonnages de Beeringen. De eerste steenkolen werden er opgehaald in 1922, die onder meer gebruikt werden in kolenkachels om huizen te verwarmen. De mijn was voor 67 jaar in dienst, in totaal werd er 79.332.200 ton aan steenkolen geproduceerd en in 1948 bereikte het aantal mijnwerkers een toppunt van 6796 mensen.
In oktober 1989 werd de mijn gesloten en sindsdien raakten enkele gebouwen in verval of stonden ze leeg. Nu worden deze gebouwen gerestaureerd, krijgen ze weer een functie en wordt het terrein gevuld met nieuwbouw. Sommige panden bleven wel in goede staat, zoals het Vlaams Mijnmuseum.

## Kolenwasserijencomplex

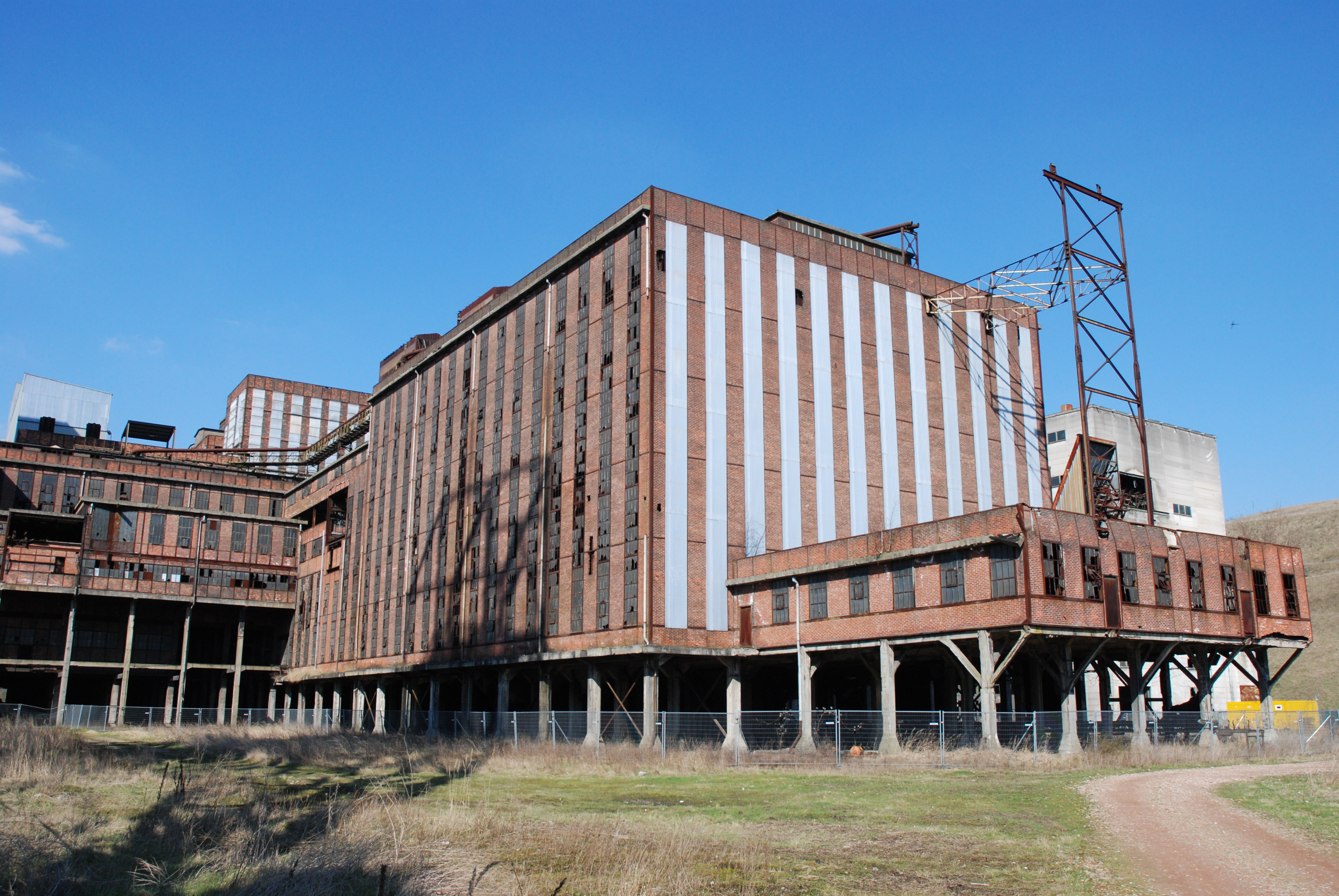
De kolenwasserij

De kolenwasserij van Beringen is een beschermd monument en is ook het grootste gebouw op de mijnsite. De investeringsmaatschappij van be-MINE en Vlaams minister van Onroerend Erfgoed Geert Bourgeois willen de bescherming van het gebouw gedeeltelijk opheffen om kolenwasserij 1 en 3 te kunnen slopen, hoewel de minister in 2013 verklaarde dat hij dit niet zou doen. Hierop kwam protest vanuit het binnen- en buitenland. In 2019 moet er beslist worden door de overheid of de sloop doorgaat of niet.
In 2017 investeerde minister Bourgeois 3,2 miljoen euro in de restauratie van kolenwasserij 4 en schachtbok 1. In kolenwasserij 4 wil nv be-MINE een hotel met 60 kamers vestigen, maar dat is anno 2019 nog niet vastgelegd.
De kolenwasserij stond in 2018 op de shortlist van the 7 Most Endangered van Europa Nostra tussen elf andere monumenten.

## Recreatie

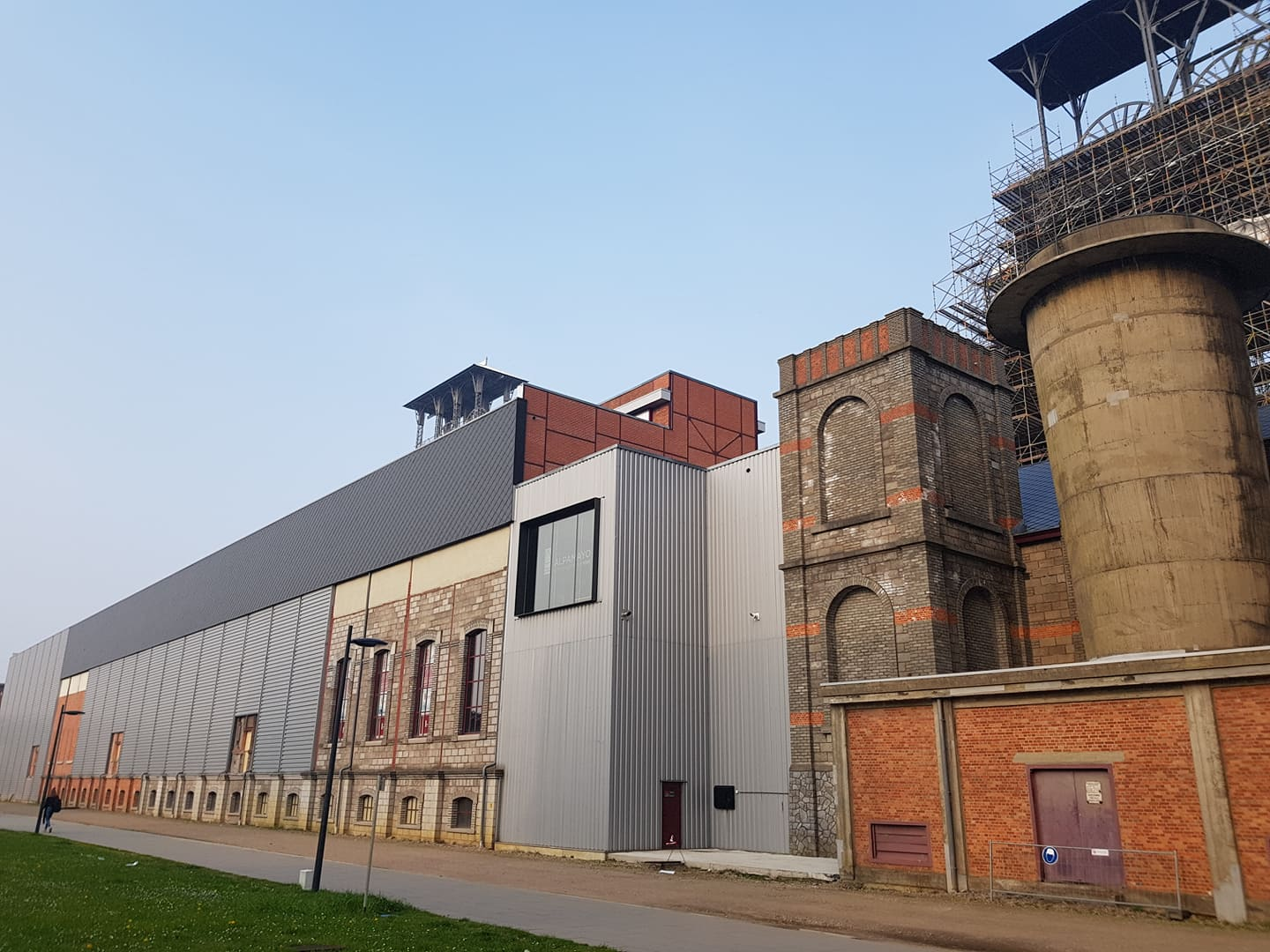
De overdekte klimhal Alpamayo in de oude elektriciteitscentrale

### Alpamayo

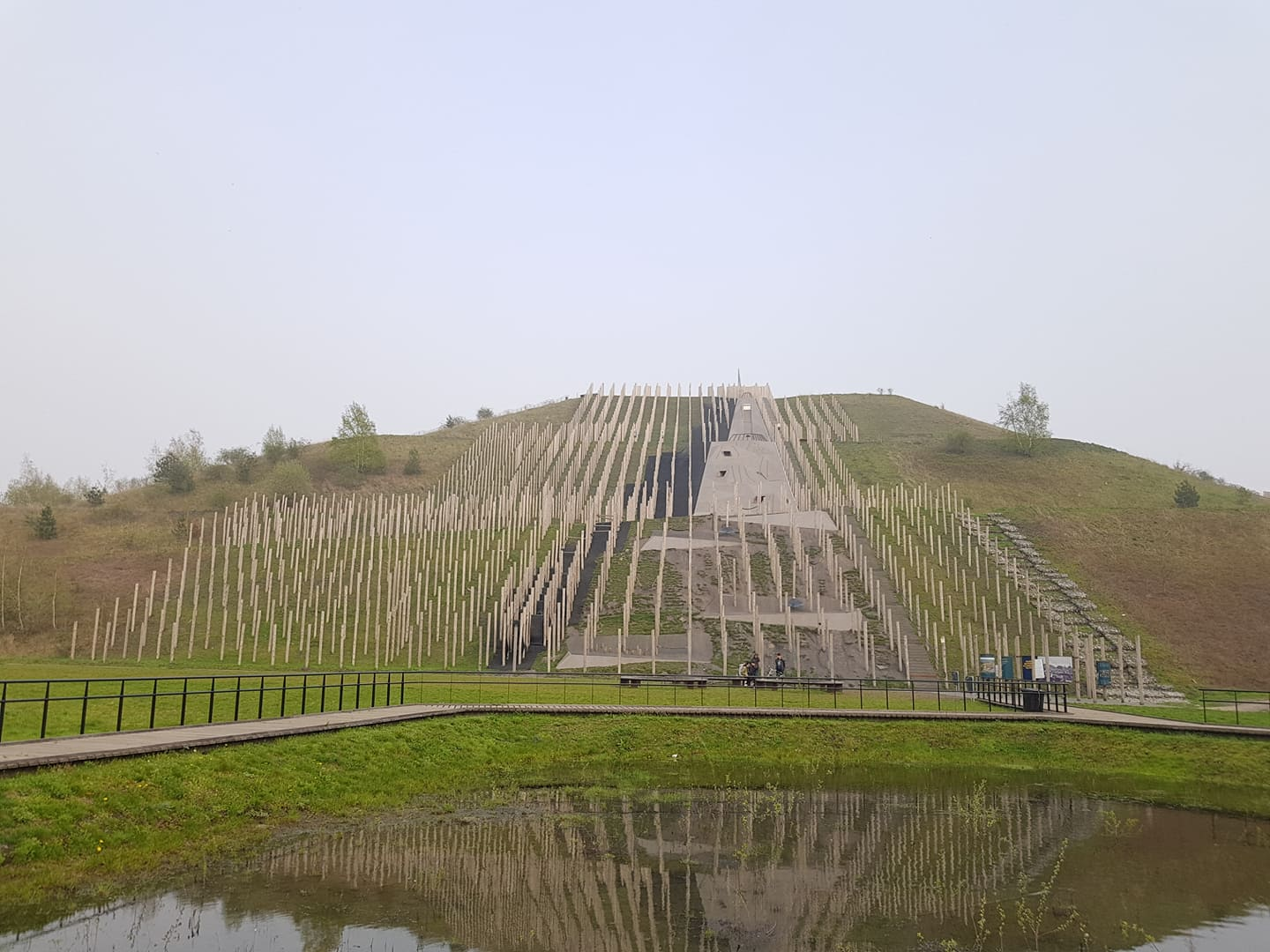
De Avonturenberg

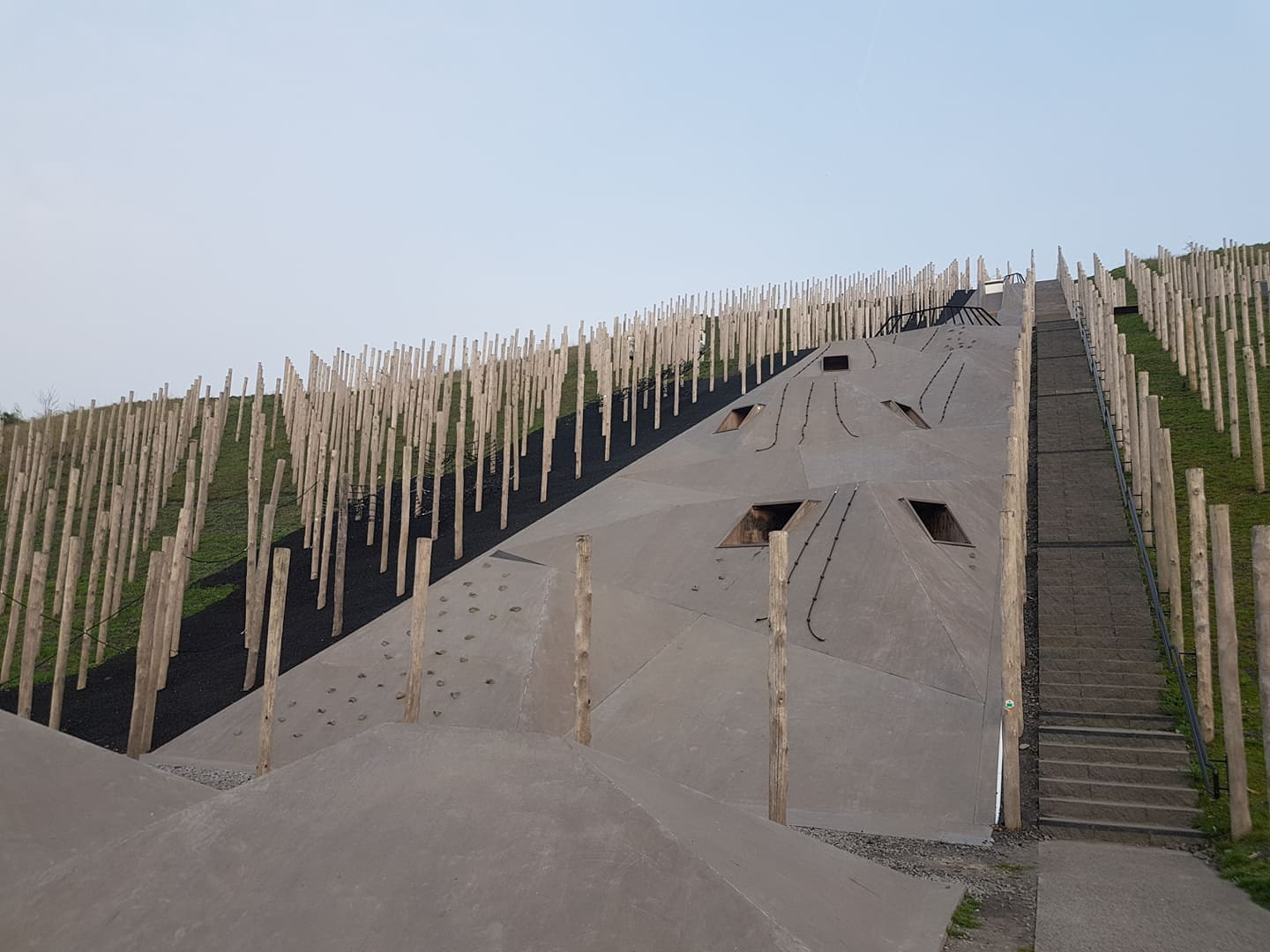
Op de Avonturenberg

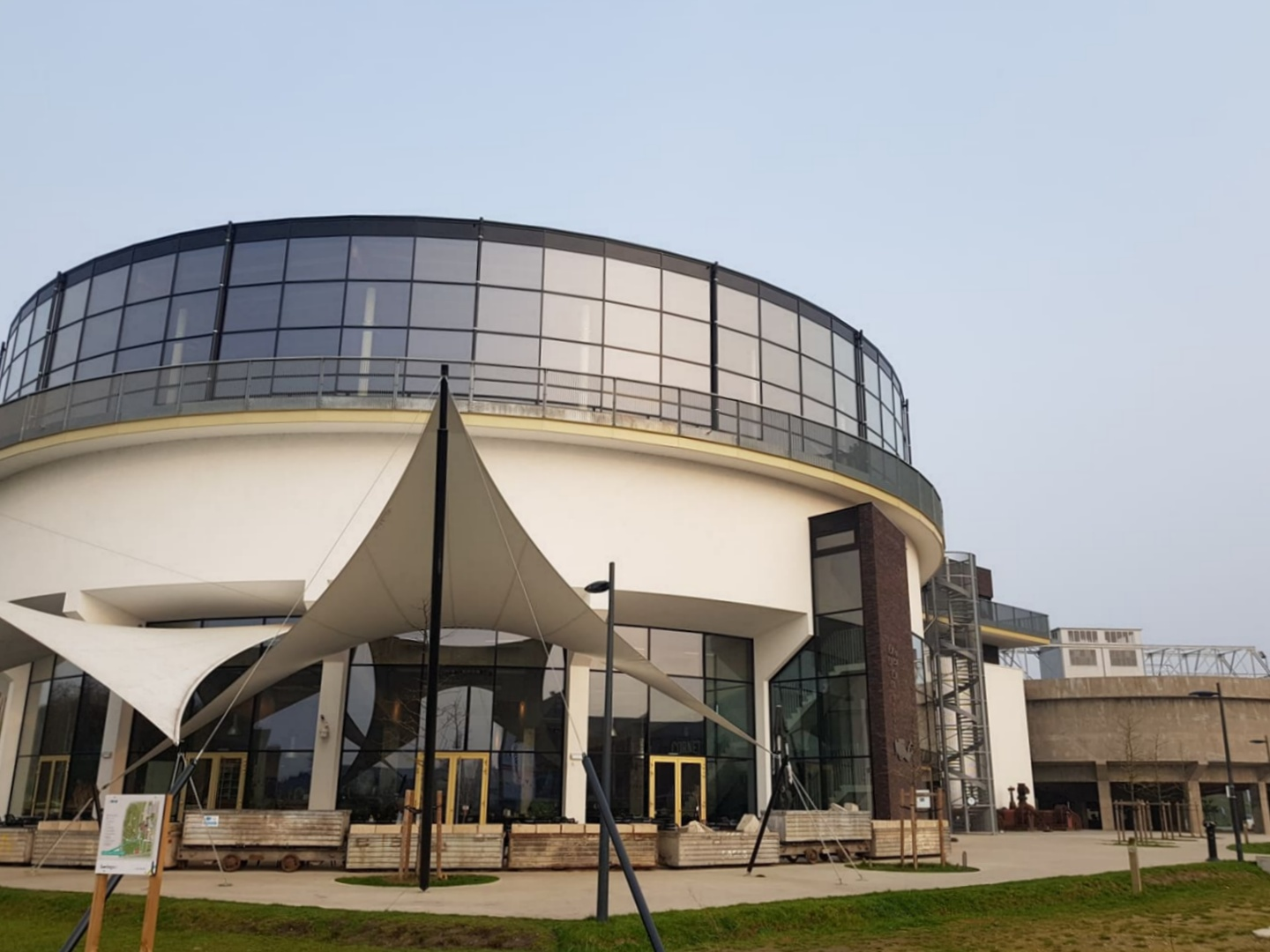
De voorkant van TODI met rechts de kleine indikker

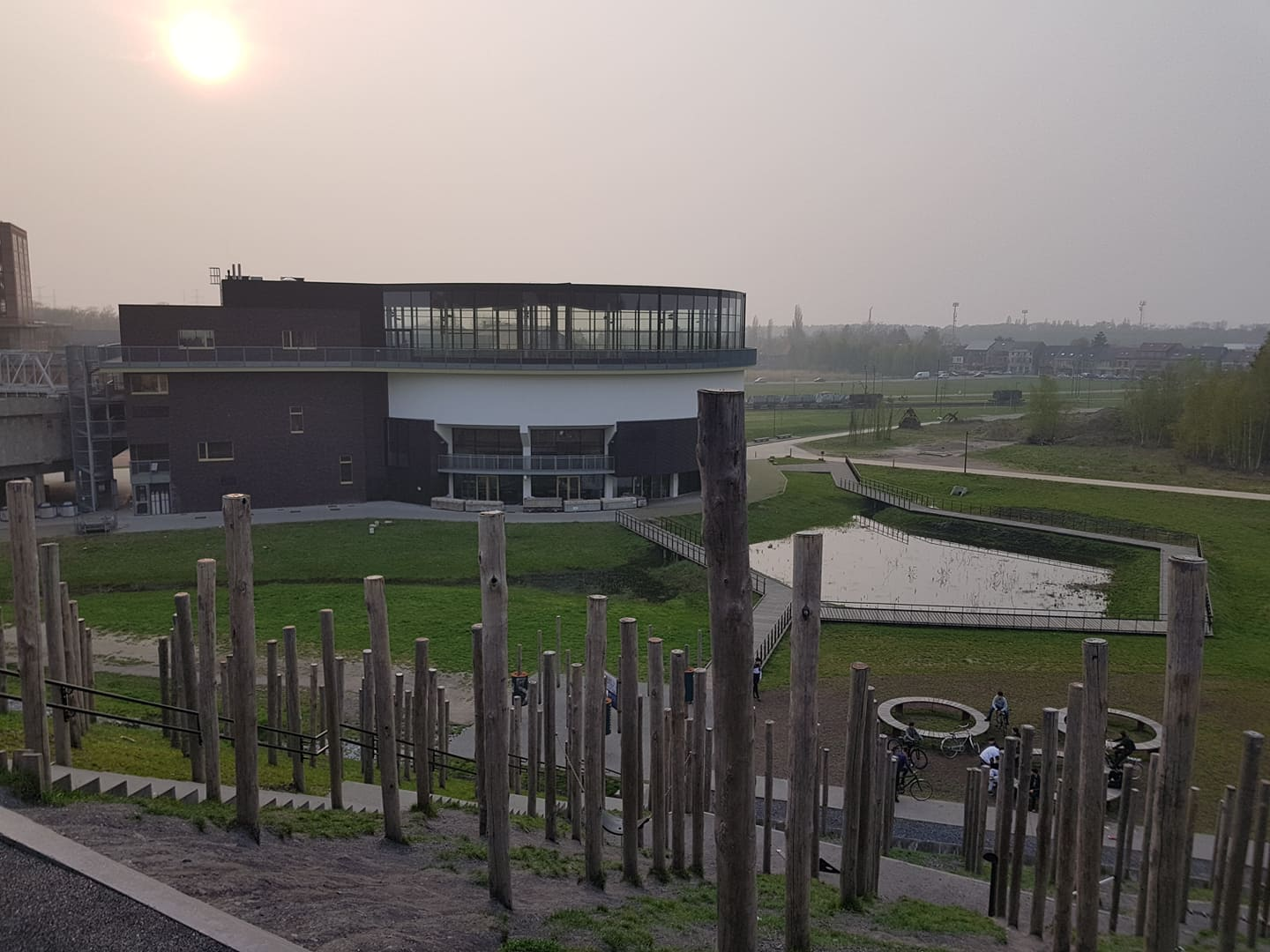
De achterkant van duikcentrum TODI vanop de Avonturenberg

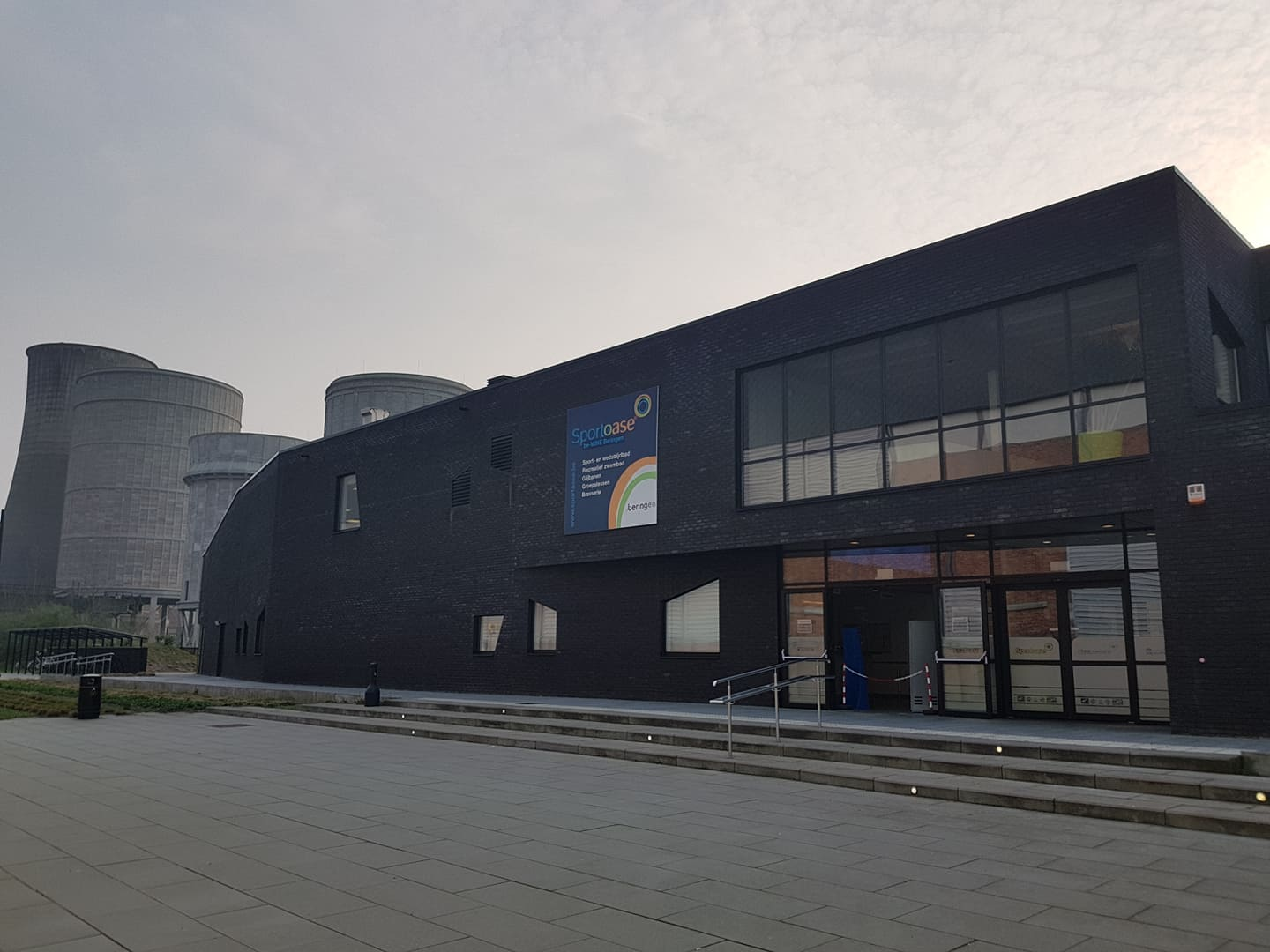
De Sportoase met links de oude koeltorens

Alpamayo is de overdekte klimhal in de voormalige elektriciteitscentrale van de mijn die werd geopend in 2016. Het is vernoemd naar de berg Alpamayo in Peru, die in 1966 verkozen werd tot de mooiste berg ter wereld. De klimwanden zijn 18 meter hoog en in totaal is er ongeveer 1300 m² aan klimoppervlakte. Sinds 2018 is er ook een boulderzaal geopend die 4,5 meter hoog is en een oppervlakte van 400 m² heeft.

### De Avonturenberg
De Avonturenberg is een recreatiepark dat geconstrueerd is op de kleine terril van Beringen. De berg is verbonden met het woonzorgcentrum Sporenpark en is 55 meter hoog. De officiële opening was in 2016 door Vlaams minister van Toerisme Ben Weyts. Het kostte 1,6 miljoen euro.
Een deel van de terril bestaat uit 1600 palen met netten, ±283 trappen, een betonnen glijbaan van 20 meter lang en meer. Een ander deel is een parcours voor mountainbikers. Er zijn twee mountainbikeroutes: de groene route is 2,5 kilometer lang en bestaat uit steile hellingen. De rode route is 3,2 kilometer lang en is minder steil, maar sommige delen bestaan uit rotsen. Verder is er ook een route met infopunten uitgestippeld voor wandelaars.
Gelijk na de opening werd er beweerd dat het recreatiepark te gevaarlijk is voor kinderen doordat een dag na de opening een tiental kinderen brandwonden opliepen op de betonnen glijbaan. Hierdoor werd deze wel gesloten en twee jaar later was er nog altijd geen heropening. Pas na 7 jaar, eind maart 2023, werd er een nieuwe minder steile en roestvrij stalen glijbaan geopend.

### Zwembaden

#### TODI
Het duik- en snorkelcentrum TODI, staat voor Total Diving Experience, is het grootste duikcentrum van België en het eerste met tropische zoetwatervissen in Europa. Het is een herbestemming van de twee indikkers van de kolenwasserij en het heeft uitzicht op de Avonturenberg. Het werd geopend in 2016.
De grote indikker werd omgebouwd tot een cilindervormig duikbassin met een diameter van 36 meter en een diepte van 10 meter. Er zwemmen meer dan 2200 vissen in zes miljoen liter water. Het bassin is onderverdeeld in acht zones met elk een thema.
In totaal heeft het complex 9 miljoen euro gekost.
In 2019 werd er een snorkelende vrouw gebeten in haar hand door een zilveren arowana.

#### Sportoase
Groep Sportoase bouwde een nieuwbouw zwembadcomplex dat geopend is in 2014. Aanvankelijk luisterde dit complex naar de naam Mijn Zwemparadijs, verwijzend naar de mijnsite. Niet veel later werd het sportcentrum omgedoopt naar Sportoase be-MINE Beringen. Dit moderne zwembad ligt naast de voormalige koeltorens.
In en rond het complex bevinden er zich onder andere een cafetaria, een sportzaal, sauna's en meer dan vier zwembaden binnen en buiten.

### be-MINE Boulevard

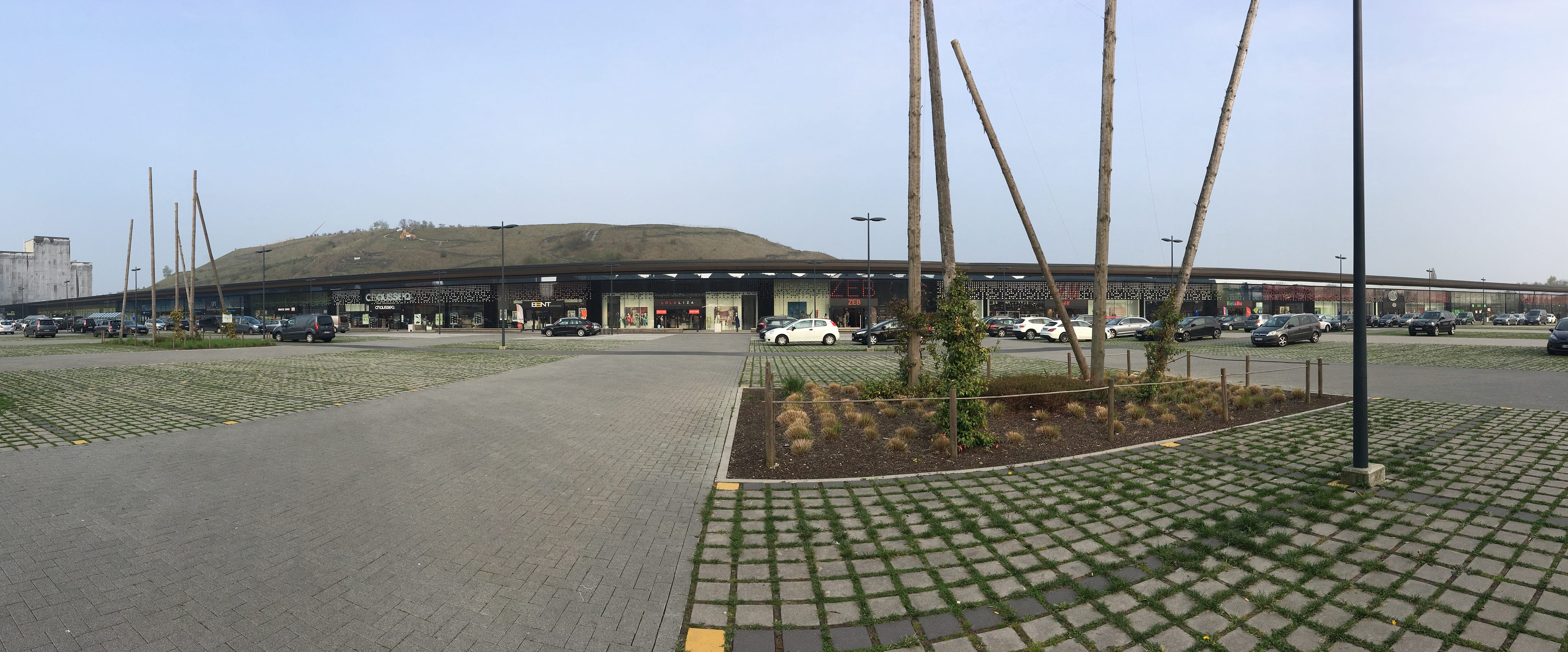
De winkels en parking van be-MINE Boulevard met op de achtergrond de kleine terril

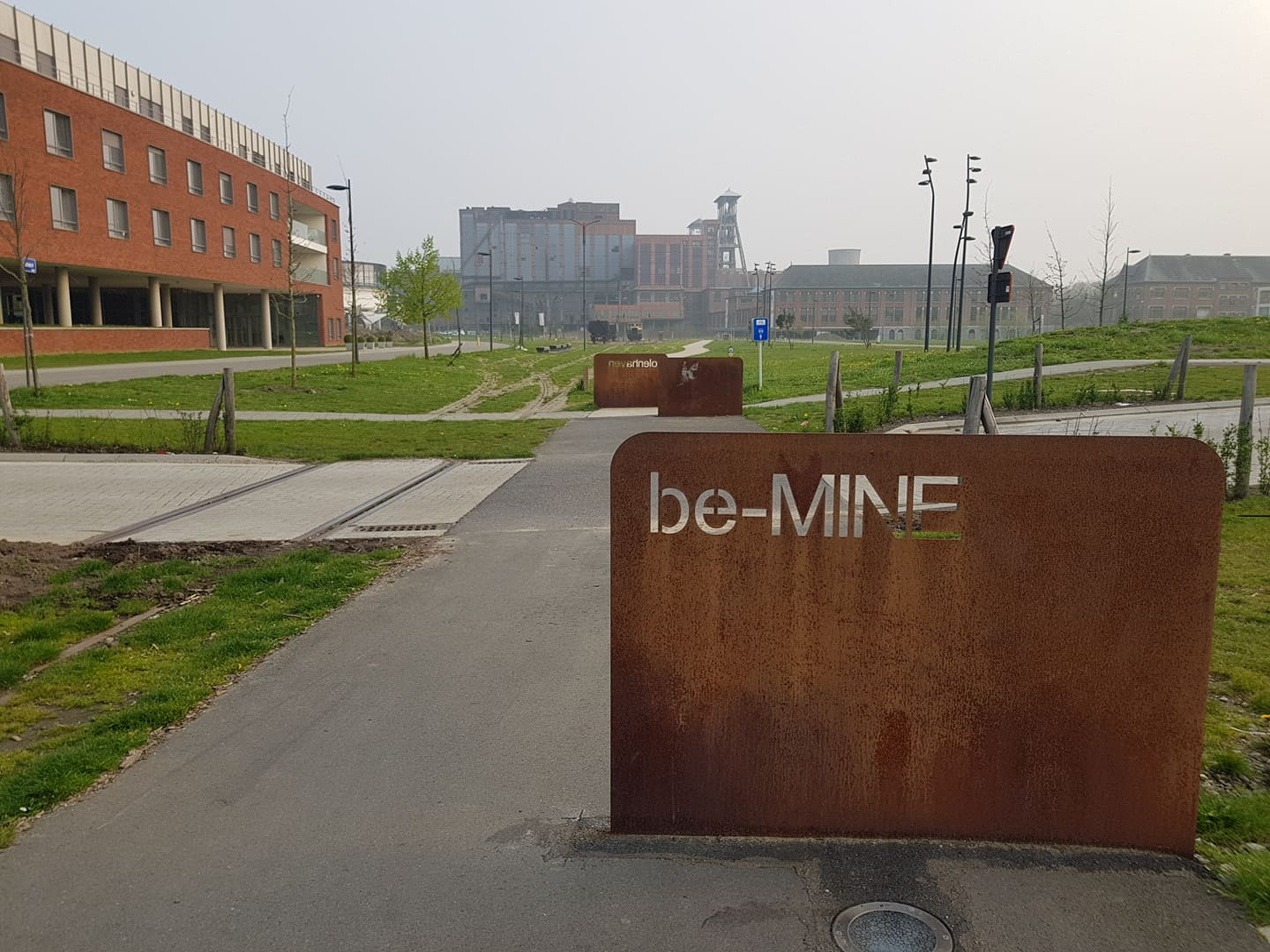
Het begin van het fietspad met links Residentie Sporenpark en in de verte de koolmijnsite

Be-MINE Boulevard is het winkelcomplex dat is opgetrokken nabij de oude kolenwasserij. In maart 2015 werd de eerste steen gelegd en in september hetzelfde jaar openden de eerste winkels hun deuren. De boulevard is 15.000 m² groot en heeft in totaal twaalf winkelpanden. Winkels zoals Albert Heijn, H&M en Brico zijn er gevestigd.
In de originele plannen zouden de winkels 34.000 m² in beslag nemen. Onder andere nabijgelegen gemeentes, de middenstand in het centrum van Beringen en Unizo gingen hier niet mee akkoord. Zij vreesden dat het grootschalige complex met grote, bekende winkels hun klanten zouden overnemen. Ook zou het een negatief effect hebben op de mobiliteit. Het stadsbestuur besliste in mei 2012 dat het 28.000 m² zou mogen innemen, verbonden aan voorwaarden. Vervolgens tekende Unizo weer bezwaar aan waarna een interministeriële conferentie in juli, hetzelfde jaar, besliste dat ze de oppervlakte weer moesten opschorten. In 2014 kregen ze de bouwvergunning voor 15.000 m².

### Het kolenspoor
Het kolenspoor van Beringen-Mijn loopt van be-MINE ter hoogte van TODI tot aan de oude kolenhaven van Tervant, dat is een afstand van ruim drie kilometer. Vroeger werd het gebruikt om de kolen te vervoeren naar de haven bij het Albertkanaal in Tervant voor verder transport. In 2015 werd er een fiets- en voetpad aangelegd dat parallel loopt met het spoor, dit is sedert 2017 toegankelijk.
De gehele route loopt onder andere langs de Fatih-moskee, de mijnkathedraal van Beringen en over de oude brug van het Albertkanaal.

## Woonwijk

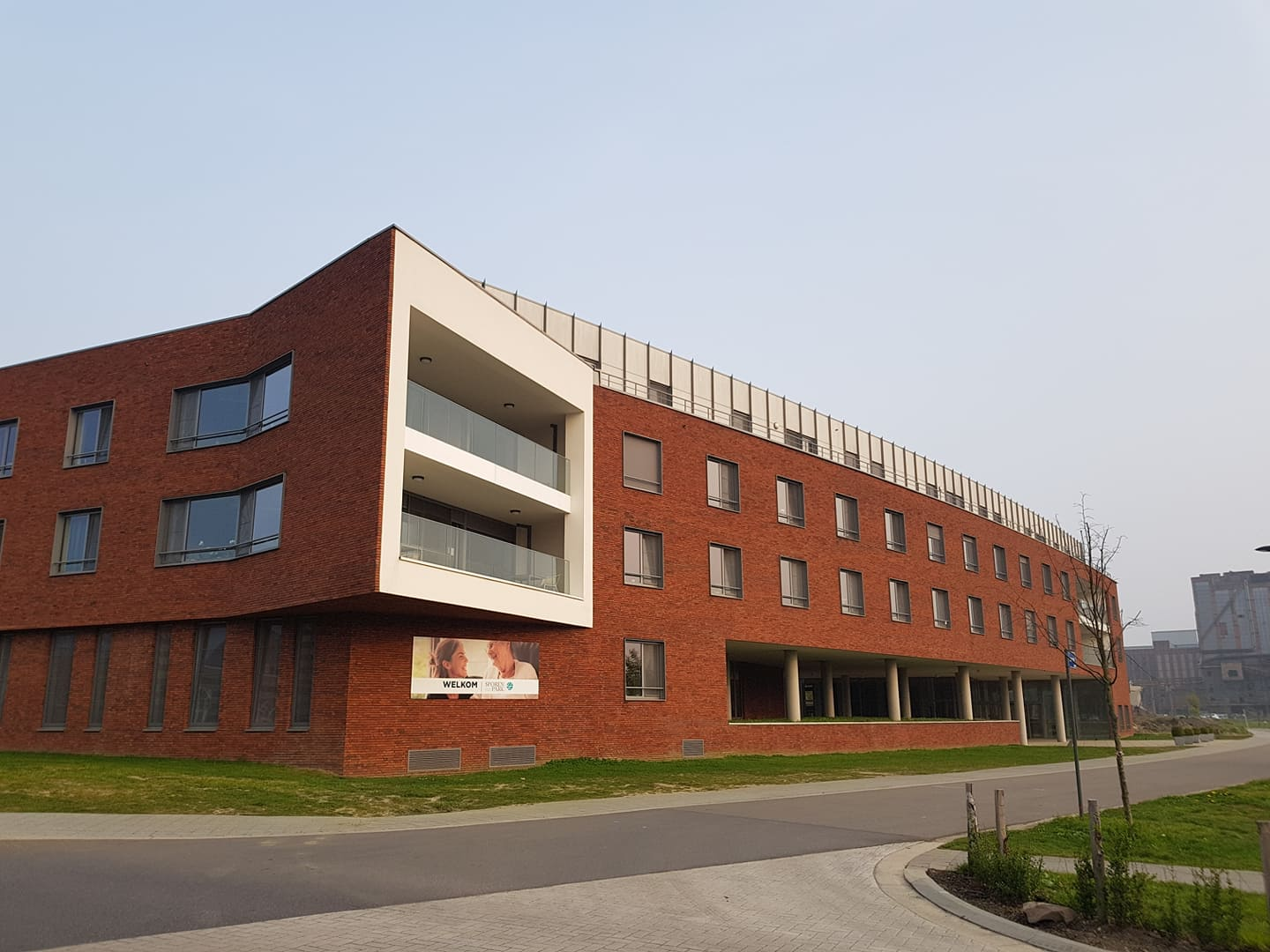
Residentie Sporenpark

Binnen het project vallen alle wooneenheden onder de naam Houtpark, omdat ze gebouwd zijn op het voormalige houtpark van de koolmijn, waar het stuthout gestapeld werd. In totaal komen er meer dan 500 woongelegenheden, waarvan 316 gezinswoningen. Het woongebied is anno 2023 nog in ontwikkeling, zo moeten er nog appartementen en alle gezinswoningen gebouwd worden, maar het woonzorgcentrum en een aantal appartementen staan er al.

### Residentie Sporenpark
Het Sporenpark is een woonzorgcentrum dat deel uitmaakt van Senior Living Group. De naam verwijst naar het nu omgevormde sporenpark dat instond voor de transport van de kolen, waar ook uitzicht op is. In 2015 namen de eerste bewoners hun intrek.
In totaal zijn er 104 kamers, 12 assistentiewoningen en een centrum met 6 kamers voor een kort verblijf. Het complex beslaat 12.000 m² van het houtpark.

### Urban Villa's
Twee kubusvormige gebouwen bevatten 12 verschillende appartementen, of urban villa's. De gebouwen zijn zichtbaar vanaf de Koolmijnlaan en liggen links van het Toeristisch Onthaal Limburg, dat gevestigd is in het voormalige inkomgebouw van de mijn en achter het Vlaams Mijnmuseum.

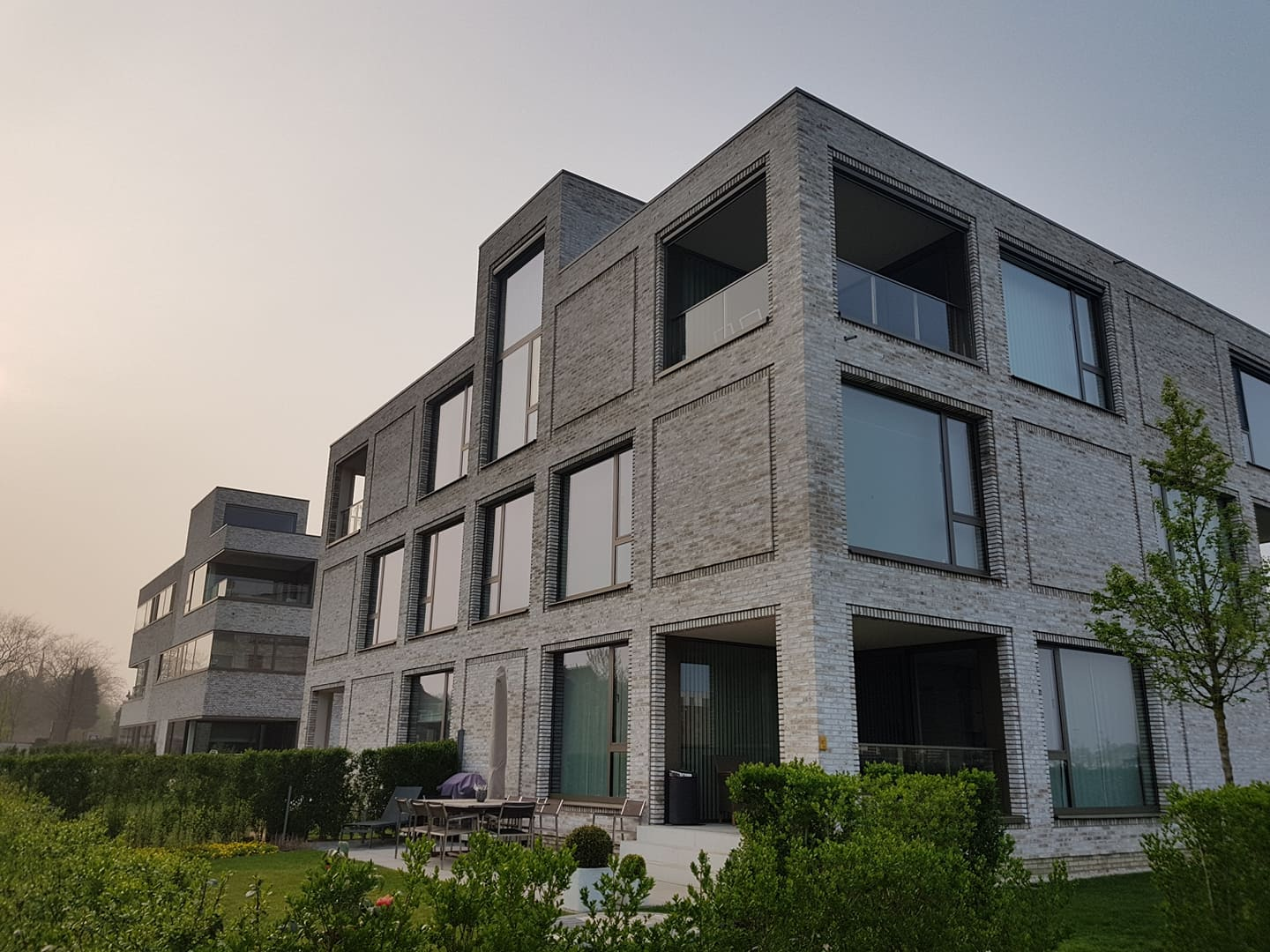
De Urban Villa's

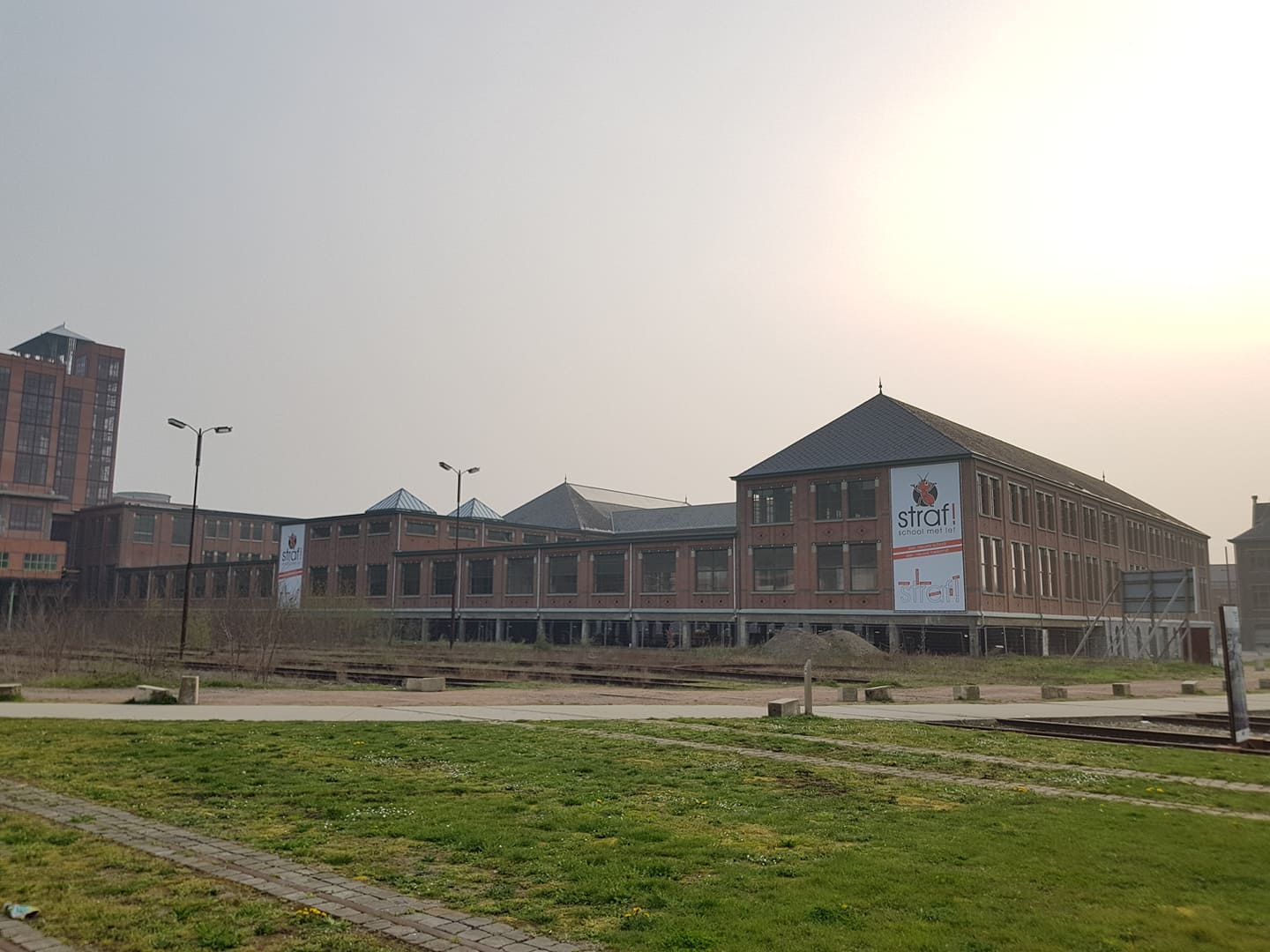
De achterkant van het badzalencomplex waar Straf! zal komen

## Educatie
In 2020 zullen basisscholen Het Mozaïek en De Horizon fuseren en verhuizen naar de mijnsite. Samen zullen de scholen Straf! heten, wat staat voor Samen, Toekomst, Ruimte, Anders en Fier. Ze zullen intrekken in het oude badzalengebouw na een jaar renovatiewerken. Het zal een investering zijn van 4 miljoen euro.

## Kantoren

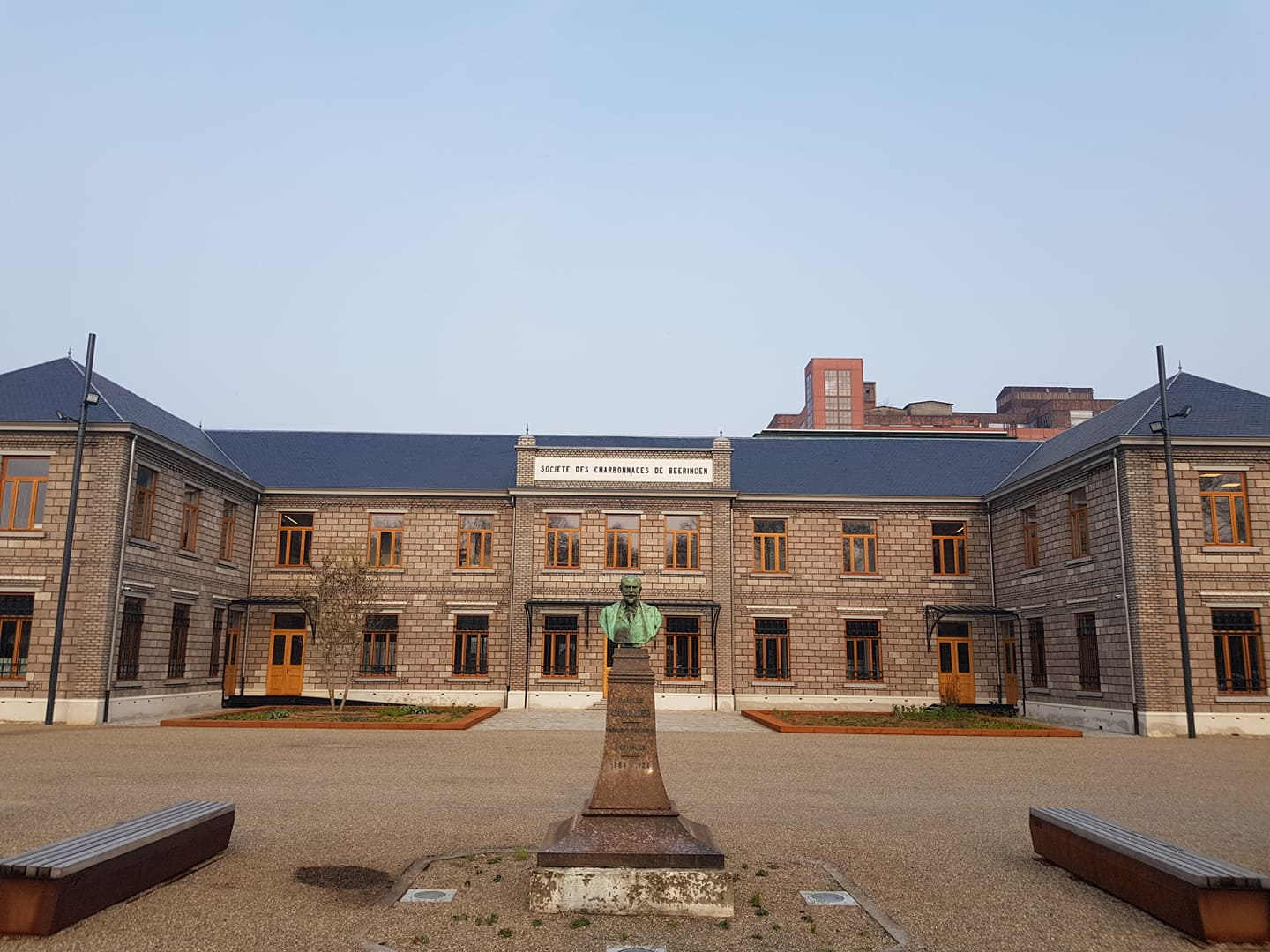
De centrale burelen van de koolmijn

In 2017 heeft adviesgroep United Experts haar hoofdkantoor gevestigd in oude centrale burelen van de mijn, dat uitzicht heeft op het voorplein. Ook be-MINE zelf heeft hier kantoren. Het gebouw ligt aan de straatkant, bij de Koolmijnlaan. Op het gerestaureerde gebouw prijkt de originele tekst Société des Charbonnages de Beeringen nog steeds. Deze restauratie van 1500 m² kostte 888.000 euro.

## Prijzen
1. In 2017 wint be-MINE de MIPIM-award in de categorie Best Urban Regeneration Project in Cannes.[45]
2. De Avonturenberg werd in 2016 uitgeroepen tot het beste landschapsproject door het Landscape Architects Network.[46]
3. De Avonturenberg kreeg in 2017 goud in de categorie speelgroen, uitgereikt door Groencontact met het oog op de beste groenrealisaties.[47]